# (691) Lehigh
(691) Lehigh – planetoida z pasa głównego asteroid okrążająca Słońce w ciągu 5 lat i 88 dni w średniej odległości 3,02 j.a. Została odkryta 11 grudnia 1909 roku w Taunton (Massachusetts) przez Joela Metcalfa. Nazwa planetoidy pochodzi od Lehigh University w mieście Bethlehem w Pensylwanii, gdzie Seth Barnes Nicholson obliczył jej orbitę. Przed nadaniem nazwy planetoida nosiła oznaczenie tymczasowe (691) 1909 JG.